# James Purdey & Sons
Purdey (tên gọi đầy đủ James Purdey & Sons) là một nhà sản xuất súng có trụ sở tại Luân Đôn của nước Anh, chuyên về súng ngắn và súng trường thể thao bespoke cao cấp. Purdey hiện là một trong hai nhà sản xuất súng trường duy nhất trên thế giới được trao tặng danh hiệu Royal Warrant phục vụ cho các gia đình hoàng thất Anh và các nước châu Âu.
Purdey là nhà sản xuất súng thứ hai ở Luân Đôn vận hành một nhà máy tích hợp đầy đủ, vẫn đang điều hành chương trình dạy nghề của riêng mình. Phải mất một ngàn giờ trong khoảng thời gian từ 18 tháng đến hai năm để chế tạo một khẩu súng Purdey.

## Thời gian đầu của James Purdey

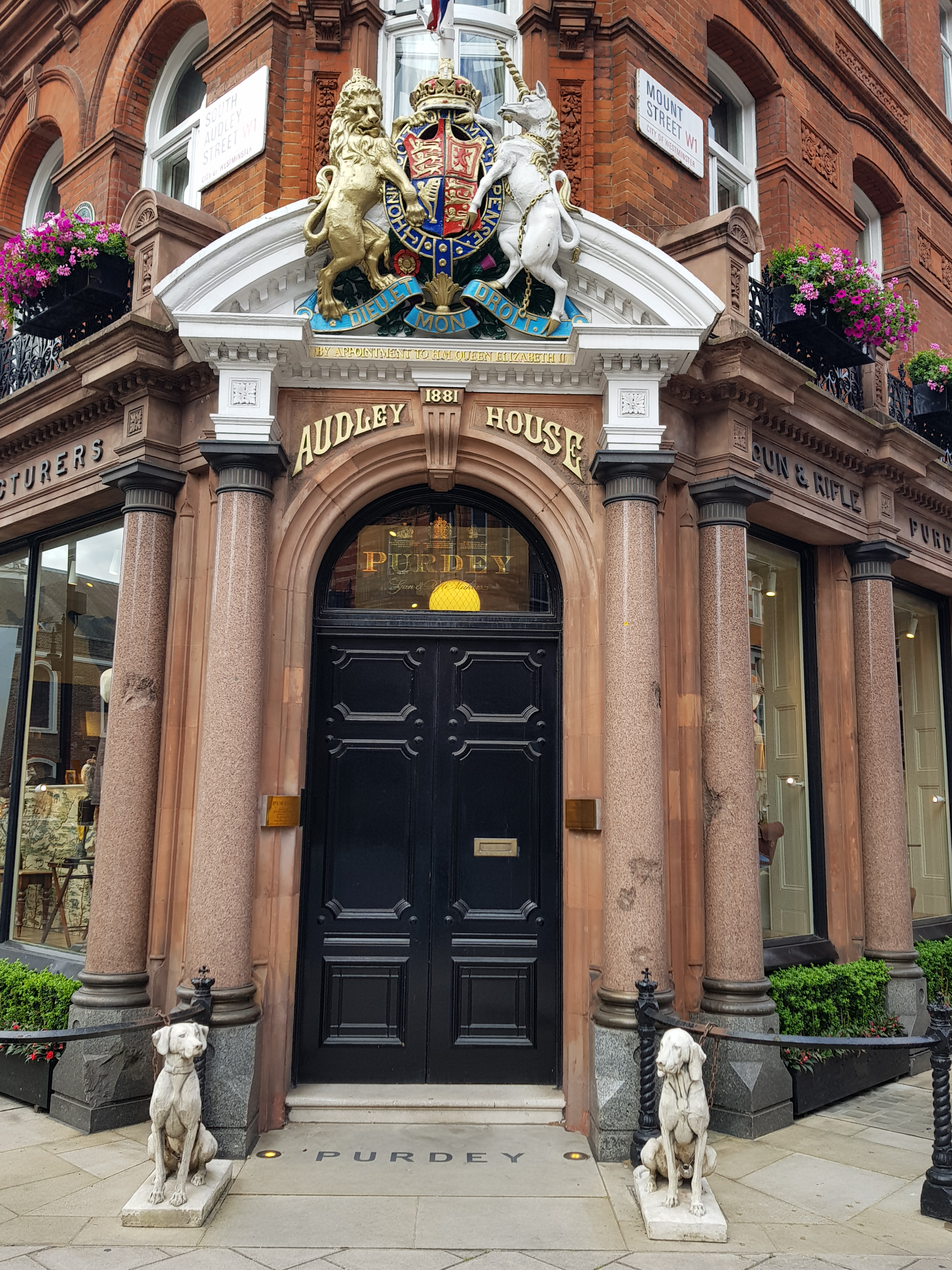
Cửa hàng Purdey tọa lạc tại số 57-58 trong tòa nhà Audley House ở quận Mayfair.

James Purdey, người sáng lập thương hiệu Purdey được sinh ra ở quận Whitechapel, của Luân Đôn vào năm 1784. Cha mẹ ông có tám người con, nhưng điển hình là ông và chị gái Martha sống sót từ nhỏ. Purdey được tiếp xúc với việc chế tạo súng từ khi còn nhỏ vì cha của ông là một thợ rèn, và thợ rèn trong thời gian đó thường tham gia vào việc chế tạo súng.
Vào năm 1793, chị gái Martha của Purdey hơn ông mười tuổi, kết hôn với một tay súng là Thomas Keck Hutchinson. Năm năm sau, Purdey bắt đầu học nghề dưới quyền anh rể của mình và hoàn thành việc học nghề vào năm 1805.
Trước khi tự mình khởi nghiệp, Purdey làm việc cho Joseph Manton, một tay súng hàng đầu trong thời đại của Purdey. Trong thời gian làm việc, ông mài giũa nghề thủ công của mình như một người bảo quản súng dưới quyền của Manton và phát triển mối quan hệ với tay súng bậc thầy và các khách hàng, Purdey cũng làm việc cùng với Thomas Boss, từng là thực tập khi làm chung với Manton.
Boss tiếp tục thành lập doanh nghiệp riêng vào năm 1816 và giống như doanh nghiệp mà Purdey thành lập cùng năm đó, Boss & Co. đã tồn tại vào thế kỷ 21 với tư cách là nhà sản xuất súng cao cấp nổi tiếng.
Vào năm 1808, Purdey rời doanh nghiệp của Manton để gia nhập với doanh nghiệp khác sản xuất súng là Alexander John Forsyth. Forsyth được ghi nhận với việc phát minh ra bộ gõ, một thành phần quan trọng của hệ thống đánh đá lửa bắt đầu thay thế hệ thống kíp mồi (flintlock) vào những năm 1820. Trong hệ thống bộ gõ, vẫn còn được sử dụng vào đầu thế kỷ 21, một cây búa đập vào một hợp chất kích nổ, phát nổ và đốt cháy điện tích chính trong súng. 
Tại doanh nghiệp của Forsyth, Purdey bắt đầu làm việc như một người sửa khóa, nhiệm vụ thứ hai liên quan đến khắc cổ súng từ gỗ và lắp chúng với súng bằng bộ phận kim loại, nhưng ông đã sớm thăng đốc trong công việc.
Vào cuối năm 1812, Purdey được nhận vào doanh nghiệp của những người sản xuất súng thủ công tự do, một bước thiết yếu cho một người hành nghề hy vọng thành lập doanh nghiệp của riêng mình và ông nhận một người học việc.

## Thành lập
Vào mùa xuân năm 1816, khi bắt đầu thời kỳ hỗn loạn, thời kỳ Chiến tranh Napoleon; Purdey đã mở cửa hàng của riêng mình ở Luân Đôn tại số 4 phố Princes, phía ngoài quảng trường Leicester.
Giao dịch sớm của James Purdey & Sons bắt đầu ở mức cao, phần lớn là do danh tiếng của James Purdey trên khắp Luân Đôn. Công việc kinh doanh của ông cũng trở nên nổi tiếng nhờ dịch vụ sửa chữa, cũng như các phụ kiện săn bắn mà họ đã bán. 
Đến năm 1826, James Purdey đã kiếm đủ tiền để mua một cửa hàng trên phố Oxford, cơ sở cũ của Joseph Manton, đó là ông chủ cũ của James Purdey.
Trong số đó có một vài cái tên đã trở nên gắn liền với cửa hàng James Purdey & Sons tại thời điểm này. Người đầu tiên là Charles Darwin, người đã vào cửa hàng để mua thiết bị cho chuyến đi của HMS Beagle vào năm 1831. Người thứ hai là Victoria của Anh, khi bà đăng quang vào năm 1838, đã đặt mua một cặp súng ngắn nòng đôi và sau đó giới thiệu tới Iman của Muscat.

### Thế hệ thứ hai

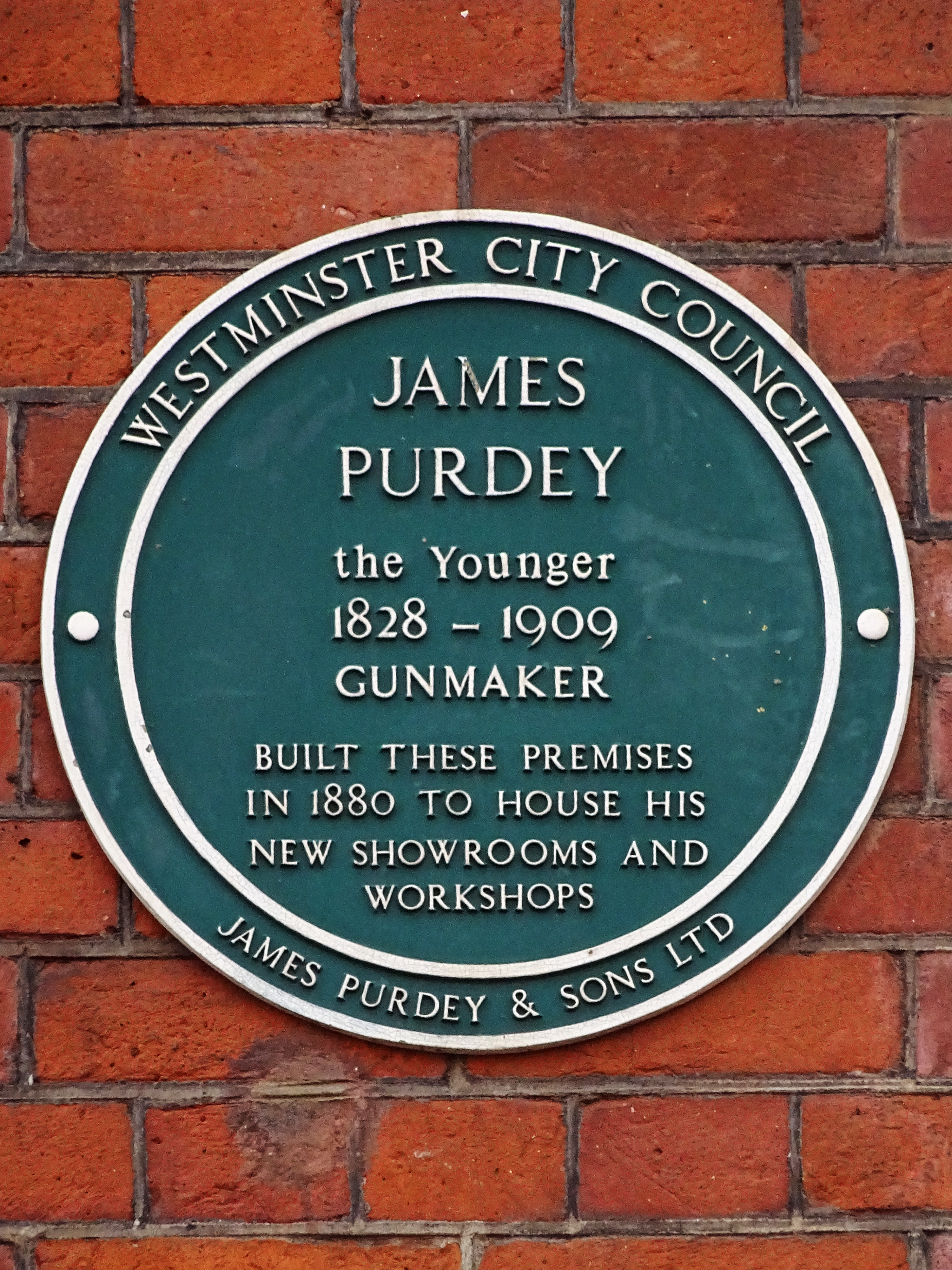
Tấm biển xanh tưởng niệm Purdey the Younger (1828-1909)

Con trai đầu lòng của James Purdey cũng có tên James sinh năm 1828, nhưng được biết đến với tên James Purdey the Younger. James trẻ nối nghiệp của cha mình và trở thành một người học việc ở độ tuổi mười bốn.
Năm 1858, James the Younger lên tiếp quản doanh nghiệp. Trong khoảng thời gian này công ty bắt đầu chuyển từ các thiết kế flintlock sang các thiết kế khóa gõ hiện đại hơn, trước khi cuối cùng chuyển sang súng trường nạp đạn vào những năm 1880.
James the Younger cũng đã cho xây dựng tòa nhà Audley House ở Mayfair như một phòng trưng bày và nhà ở gia đình, tòa nhà vẫn là tài sản của gia đình Purdey cho đến ngày nay. Thành phố Westminster đã đặt một tấm bia tưởng niệm trên cửa hàng tại 57-60 phố South Audley vào ngày 30 tháng 4 năm 1992.

### Thế kỉ 20

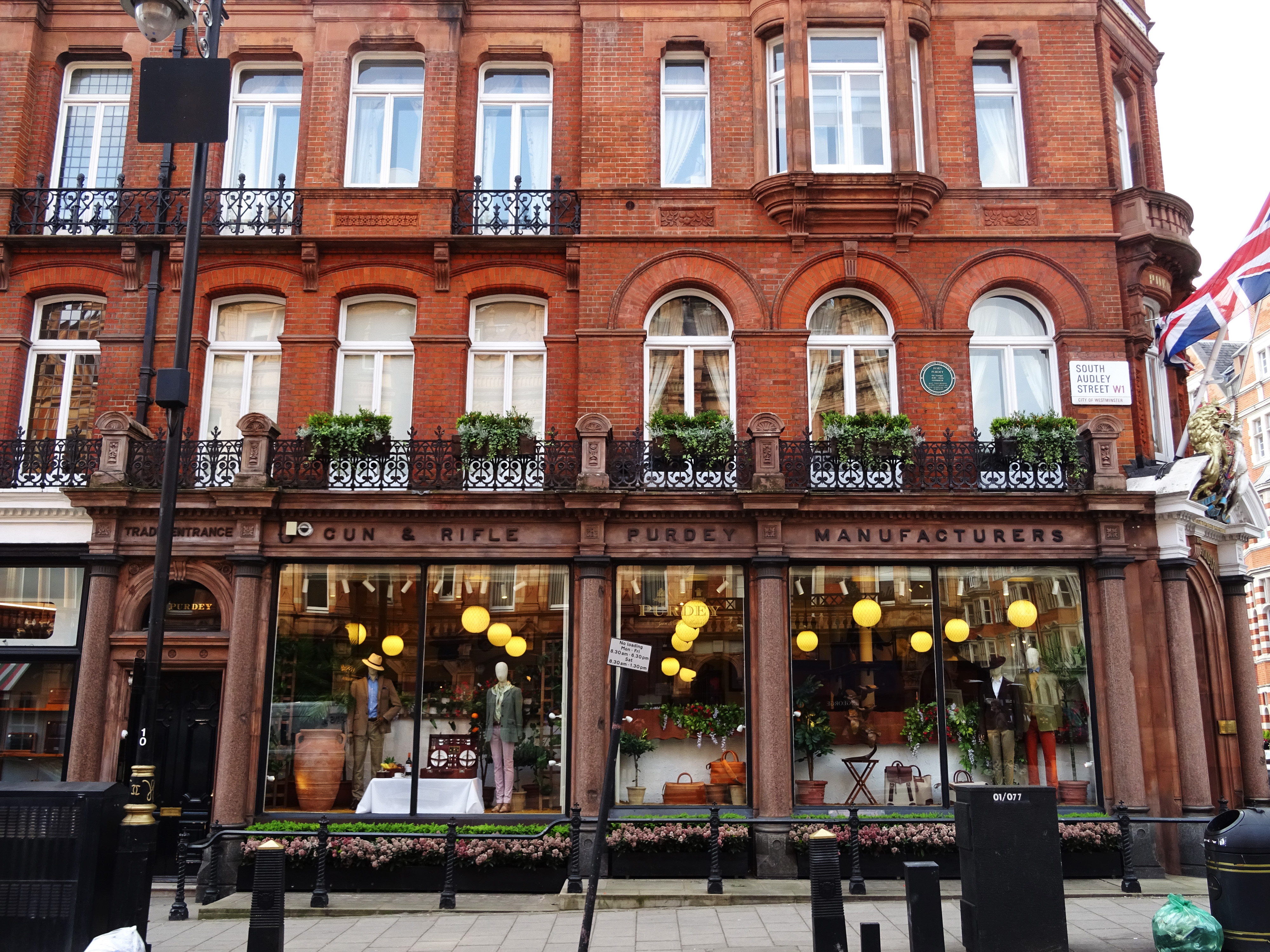
James đã cho xây dựng tòa nhà này vào năm 1880 để chứa các phòng trưng bày và xưởng làm việc mới của ông

Gia đình Purdey tiếp tục điều hành công ty trong cả hai Thế chiến, mặc dù doanh số bị ảnh hưởng nặng nề, đặc biệt là sau Thế chiến thứ hai. Năm 1946, sau 132 năm sở hữu cửa hàng, Jim và Tom Purdey đã bán công ty cho Victor và Hugh Seely, Nam tước thứ nhất Sherwood. Cháu trai của họ, là Ngài Richard Beaumont, đã tiếp quản doanh nghiệp vào năm 1955 và kết hợp công ty với một lý thuyết kinh doanh tiếp rap theo, mở ra một doanh nghiệp sản xuất quần áo cho các hoạt động ngoài trời cùng với sản xuất chế tạo súng theo lời khuyên của vợ ông.
Richard Purdey, thế hệ thứ sáu của gia đình từ người sáng lập, đã nghỉ hưu với tư cách là Chủ tịch vào tháng 2 năm 2007. Nigel Beaumont tiếp tục làm Chủ tịch cho đến khi nghỉ hưu vào năm 2014. James Horne là Chủ tịch từ 2014 đến tháng 12 năm 2019. Chủ tịch hiện tại là Dan Jago.

### Nhượng quyền
Năm 1994, doanh nghiệp đã trải qua một sự thay đổi sở hữu lớn khi Richard Beaumont đã bán lại công ty cho Compagnie Financière Richemont SA có trụ sở tại Thụy Sĩ, người thay thế ông là Richard Purdey (cháu chắt của James Purdey the Younger) làm Chủ tịch.
Cho đến ngày nay, công ty Purdey vẫn tiếp tục kinh doanh cửa hàng của họ ở Luân Đôn.

## Sản phẩm
Purdey được biết đến trong suốt 200 năm tồn tại sản xuất súng trường và súng ngắn chất lượng cao cho mục đích săn bắn. Giá tiêu biểu cho một trong những thiết kế của Purdey bắt đầu ở mức 70,000 bảng, mặc dù tất cả đều được chế tạo và làm thủ công. Trong Chiến tranh thế giới thứ nhất, Purdey được Chính phủ Anh đặt hàng sản xuất các công cụ, bộ phận và thiết bị phục vụ cho các lực lượng vũ trang.

## Bảo trợ của Hoàng gia
Thương hiệu Purdey được biết đến chú ý bởi một số khách hàng. Cho đến nay, khách hàng nổi tiếng nhất trong cửa hàng của Purdey là Victoria của Anh, được biết đến đã mua một cặp súng ngắn trong thời đại của bà.
James Purdey & Sons vinh dự nhận Royal Warrant lần đầu tiên vào năm 1868 bởi vua Edward VII. Năm 1878, Victoria của Anh ban hành chứng quyền cho James Purdey & Sons lần thứ hai, một truyền thống mà mỗi vị quân vương kế tiếp đã thực hiện kể từ thời trị vì của bà. Hiện nay, cửa hàng Purdey nắm giữ cả ba chứng quyền bảo trợ từ Hoàng gia.